# 施塔特基尔
施塔特基尔是德国莱茵兰-普法尔茨州的一个市镇。总面积20.78平方公里，总人口1469人，其中男性742人，女性727人（2011年12月31日），人口密度71人/平方公里。